# Zhu Zhanji

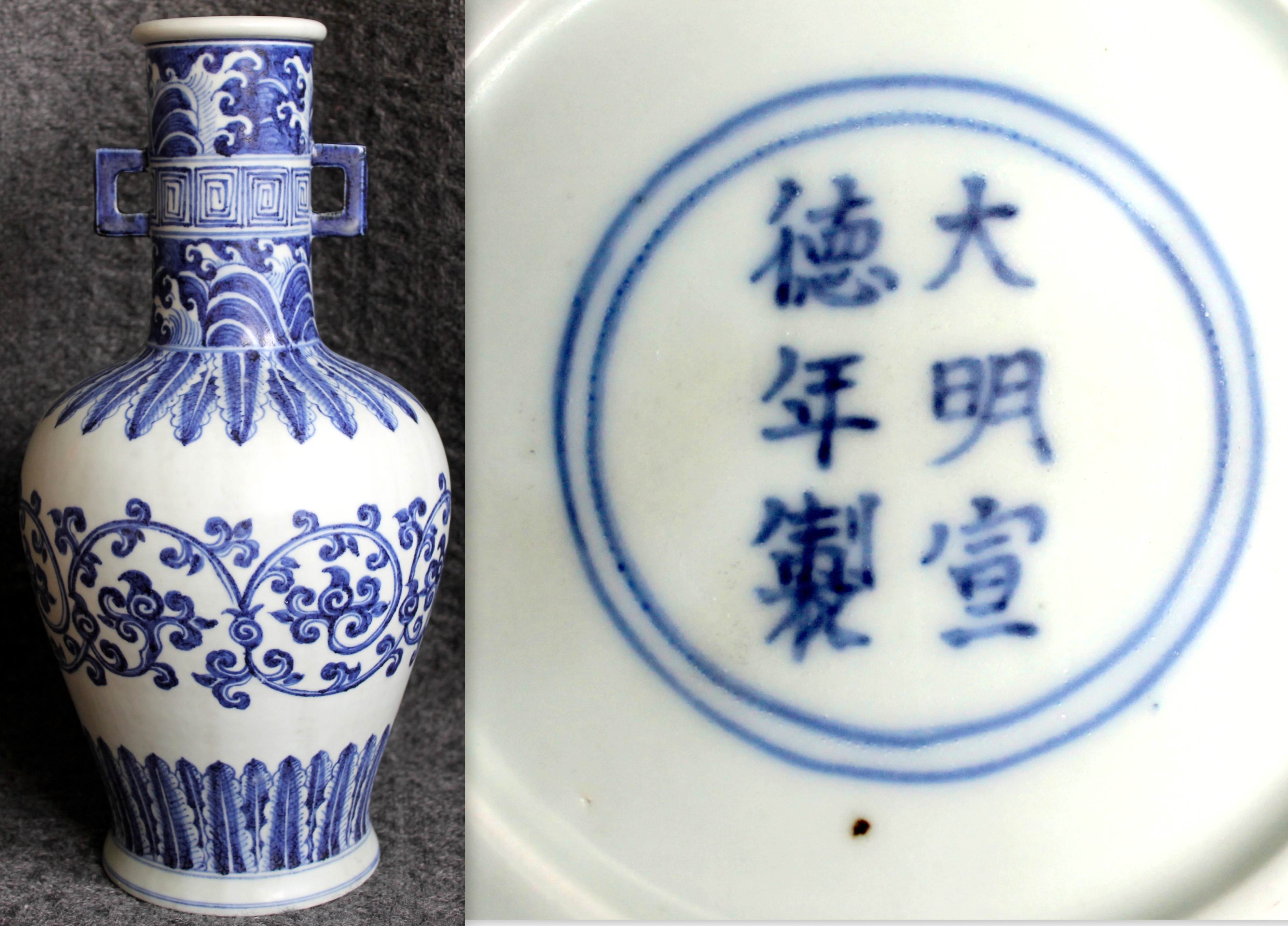
Ming Dynasty Xuande Archaic Porcelain Vase and Six -Character Mark

Xuande (en xinès: 宣德; en pinyin: Xuāndé) (1399-1435) fou el cinquè emperador de la dinastia Ming i un destacat pintor, conegut en aquest camp com a Zhu Zhanji (nom personal) o Ming Xuanzong (nom de temple).

## Biografia
Fou el fill gran de l'emperador Hongxi i de l'emperadriu Cheng Xiao Zhao. El seu oncle va ser el príncep Zhu Gaoxu, militar i favorit de l'emperador, que es va rebel·lar i va acabar morint torturat cruelment.
Durant el seu regnat, la Xina va tenir estabilitat política. El 1427, Annam es va independitzar i, per garantir les seves fronteres, va decidir lluitar contra els mogols.
Amb aquest emperador es produeix la gran i darrera expedició marítima a càrrec de l'almirall eunuc Zheng He. El seu successor fou l'emperador Zhengtong.

## Obra pictòrica

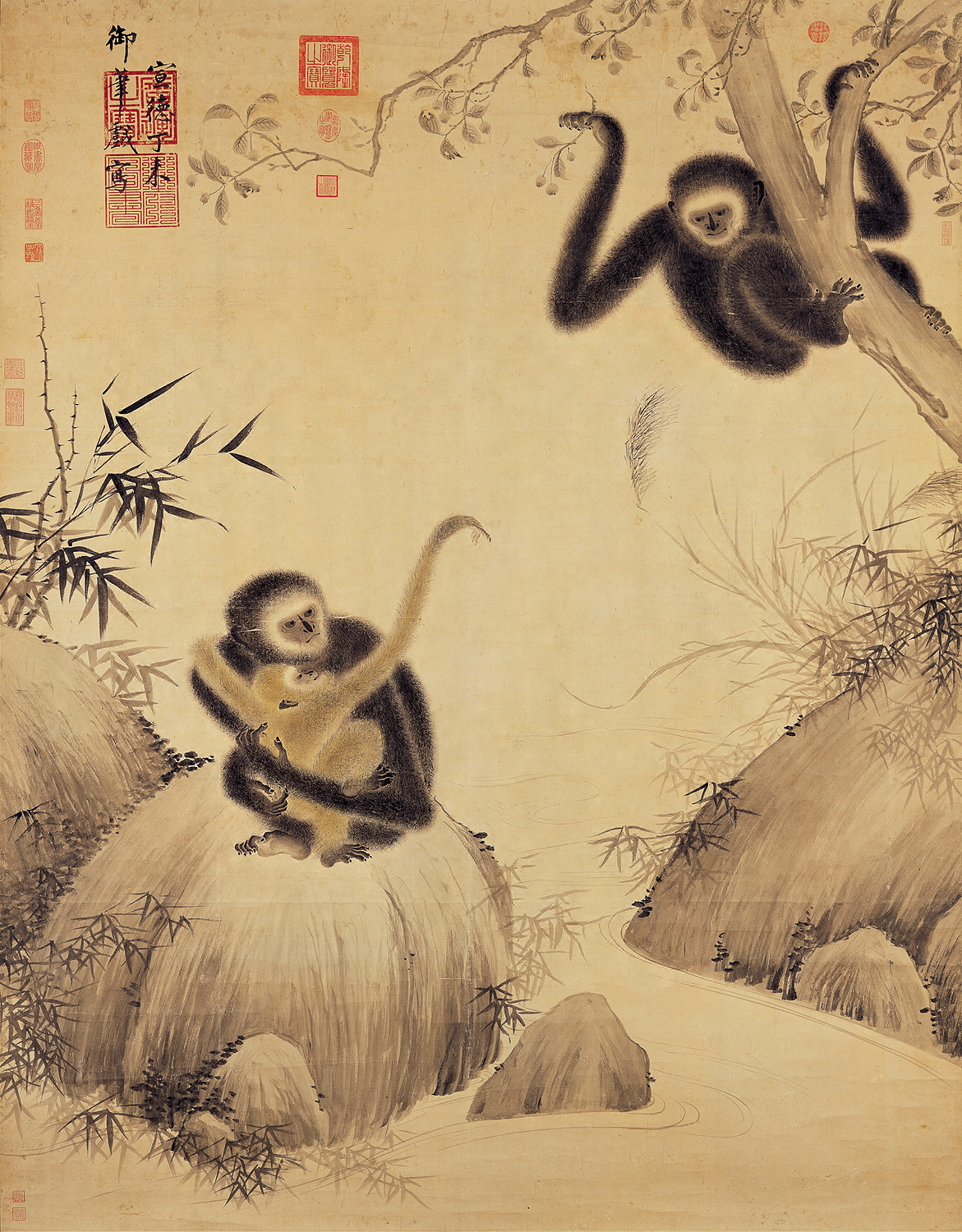
"Gibons jugant", pintura de Xuande (1427)

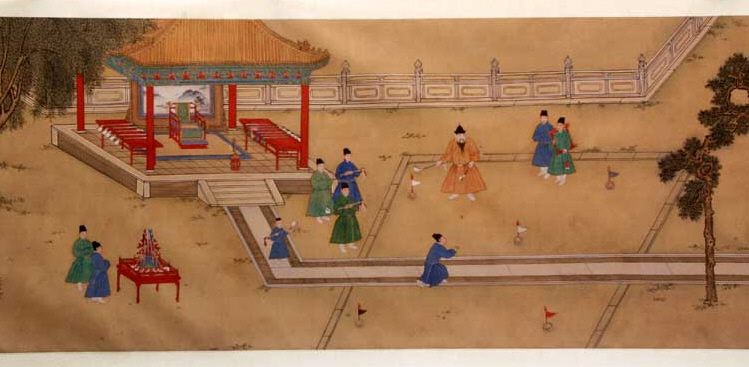
L'emperador Xuande jugant al golf.

Xuande (Zhu Zhanji) fou poeta i pintor. Destacà en la pintura d'animals. Les seves obres estan exposades en museus com els següents:
- Museu Nacional del Palau de Taipei[1]
- Arthur M. Sackler Museum (forma part del Museu d'Art de Harvard a Cambridge).[2]